# Kościół Narodzenia Najświętszej Maryi Panny w Sadach Górnych

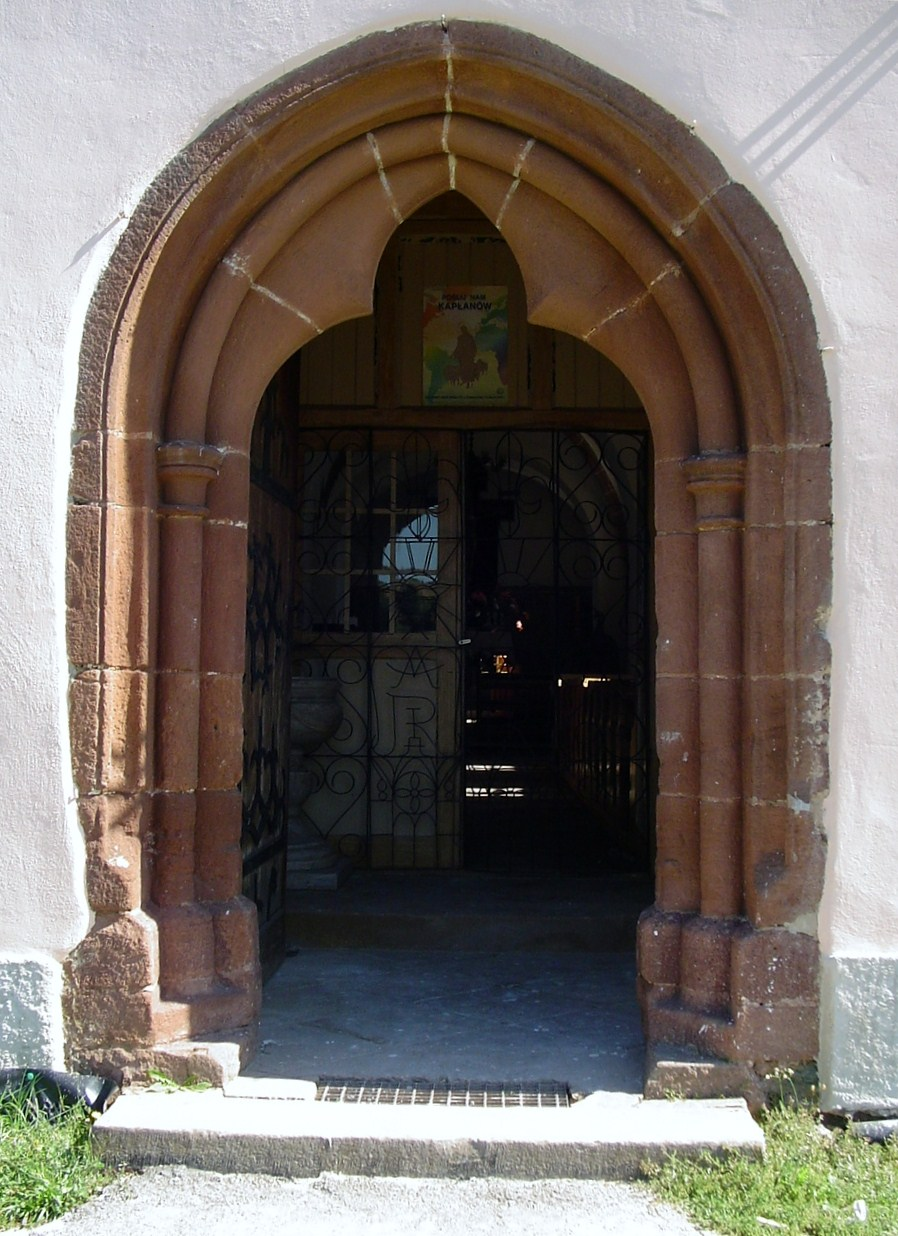
Portal

Kościół Narodzenia Najświętszej Maryi Panny w Sadach Górnych – rzymskokatolicki kościół parafialny mieszczący się w Sadach Górnych w dekanacie Bolków w diecezji świdnickiej.

## Historia
Wzmiankowany w 1318 r. Obecny wzniesiony w I połowie XIV w., gotycki z późniejszymi dobudówkami. Od końca XIX w., pozostawał w ruinie, odbudowany w 1900 r. We wnętrzu zachowały się m.in.: renesansowa ambona z drugiej połowy XVI w. oraz barokowy krucyfiks z XVIII w. Zabytkowy portal, w dawnej kaplicy grobowej liczne płyty nagrobne:
epitafia:
- Fabiana von Tschirnhaus (zm. 1568)  z herbami, von:
  - ojcowskimi, po lewej: Tschirnhaus, Schaff|Gotsch,
  - matczynymi, po prawej: Hochberg, Salisch,
- wspólne: Hansa i Magdaleny von Tschirnhaus z 16. herbami zstępujących  rodzin: von Tschirnhaus i Czettritz,
- Hansa von Tschirnhaus (1542-1617) z herbami, von:
  - ojcowskimi, po lewej: Tschirnhaus, Hochberg,
  - matczynymi, po prawej: Zedlitz, P/Borschnitz,
- Magdaleny von Czettritz żony Hansa von Tschirnhaus (1549-1630)
  - ojcowskimi, po lewej: Czettritz, Dohna,
  - matczynymi, po prawej: Nimptsch, Schaff|Gotsch
  - Georga von Tschirnhaus (1570-1630)[3], 1. syna Hansa z herbami, von:
    - ojcowskimi, po lewej: Tschirnhaus, Zedlitz,
    - matczynymi, po prawej: Czettritz, Nimptsch,

  - Hansa von Tschirnhaus (1572-1602), 2. syna Hansa z herbami, von:
    - ojcowskimi, po lewej: Tschirnhaus, Zedlitz,
    - matczynymi, po prawej: Czettritz, Nimptsch,

  - Abraham von Tschirnhaus (1573-1615), 3. syna Hansa z herbami, von:
    - ojcowskimi, po lewej: Tschirnhaus, Zedlitz,
    - matczynymi, po prawej: Czettritz, Nimptsch,

  - Sigismunda von Tschirnhaus, 4. syna Hansa z herbami, von:
    - ojcowskimi, po lewej: Tschirnhaus, Zedlitz,
    - matczynymi, po prawej: Czettritz, Nimptsch,

  - Heinricha von Tschirnhaus z herbami, von:
    - ojcowskimi, po lewej: Tschirnhaus, Zedlitz,
    - matczynymi, po prawej: Czettritz, Nimptsch,

  - Jakoba von Tschirnhaus z herbami, von:
    - ojcowskimi, po lewej: Tschirnhaus, Zedlitz,
    - matczynymi, po prawej: Czettritz, Nimptsch,

  - Christopha von Tschirnhaus z herbami, von:
    - ojcowskimi, po lewej: Tschirnhaus, Zedlitz,
    - matczynymi, po prawej: Czettritz, Nimptsch,

  - Friedricha von Tschirnhaus z herbami, von:
    - ojcowskimi, po lewej: Tschirnhaus, Zedlitz,
    - matczynymi, po prawej: Czettritz, Nimptsch,

  - Hioba von Tschirnhaus z herbami, von:
    - ojcowskimi, po lewej: Tschirnhaus, Zedlitz,
    - matczynymi, po prawej: Czettritz, Nimptsch,

  - Magdaleny von Tschirnhaus z herbami, von:
    - ojcowskimi, po lewej: Tschirnhaus, Zedlitz,
    - matczynymi, po prawej: Czettritz, Nimptsch,

  - Theresii von Tschirnhaus z herbami, von:
    - ojcowskimi, po lewej: Tschirnhaus, Zedlitz,
    - matczynymi, po prawej: Czettritz, Nimptsch,

  - Rosiny von Tschirnhaus z herbami, von:
    - ojcowskimi, po lewej: Tschirnhaus, Zedlitz,
    - matczynymi, po prawej: Czettritz, Nimptsch,

  - Susanny von Tschirnhaus z herbami, von:
    - ojcowskimi, po lewej: Tschirnhaus, Zedlitz,
    - matczynymi, po prawej: Czettritz, Nimptsch,

  - Marii von Tschirnhaus z herbami, von:
    - ojcowskimi, po lewej: Tschirnhaus, Zedlitz,
    - matczynymi, po prawej: Czettritz, Nimptsch,

  - Hedewig von Tschirnhaus z herbami, von:
    - ojcowskimi, po lewej: Tschirnhaus, Zedlitz,
    - matczynymi, po prawej: Czettritz, Nimptsch,

  - Hansa George von Tschirnhaus (1595-1620) z herbami, von:
    - ojcowskimi, po lewej: Tschirnhaus, Czettritz,
    - matczynymi, po prawej: Buntsch, Rothenburg

  - córki Hansa von Tschirnhaus (1590-1594) z herbami, von:
    - ojcowskimi, po lewej: Tschirnhaus, Zedlitz
    - matczynymi, po prawej: von Czettritz, Nimptsch,

  - córki Friedricha von Tschirnhaus z herbami, von:
    - ojcowskimi, po lewej: von Tschirnhaus, Czettritz,
    - matczynymi, po prawej: Hocke, Rothkirch

  - Christopha von Tschirnhaus (1615-1619), syna syna Gottfrieda, z herbami, von:
    - ojcowskimi, po lewej: von Tschirnhaus, Czettritz,
    - matczynymi, po prawej: Hocke, Rothkirch[4].

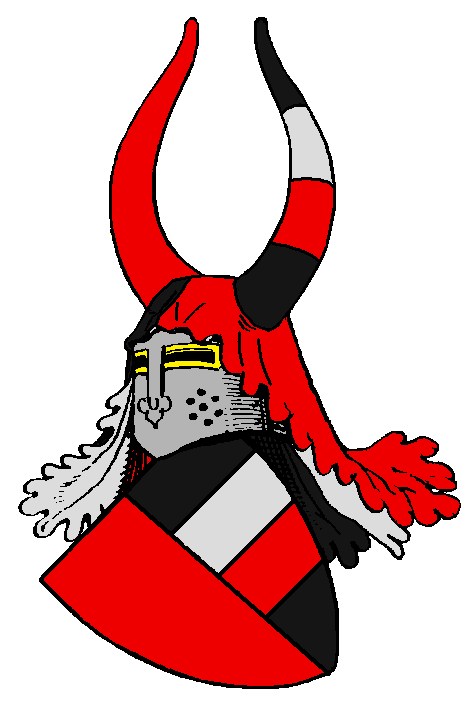
Herb von Tschirnhaus
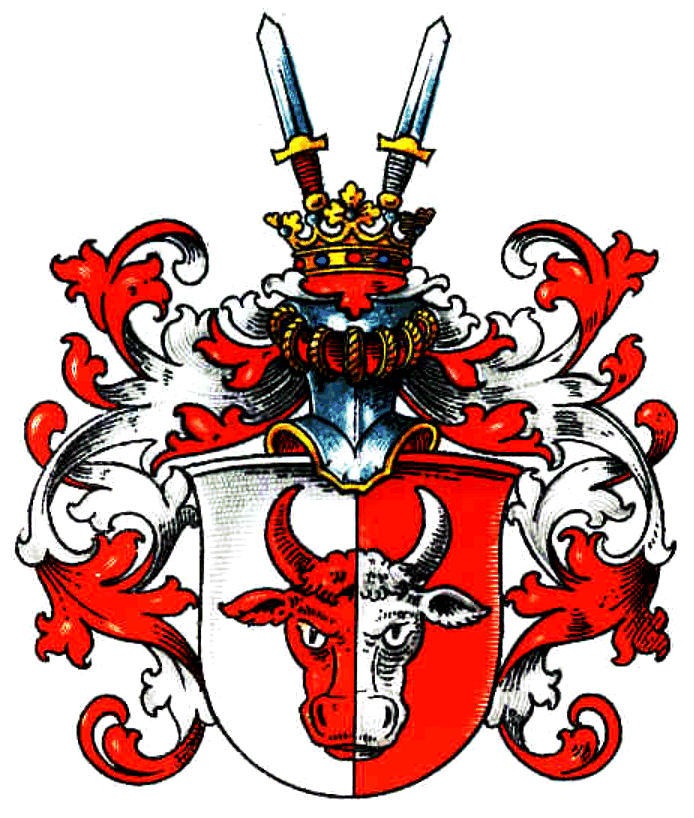
Herb von Czettritz
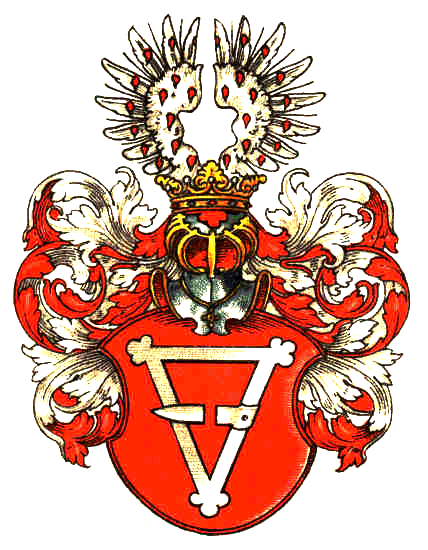
Herb von Zedlitz
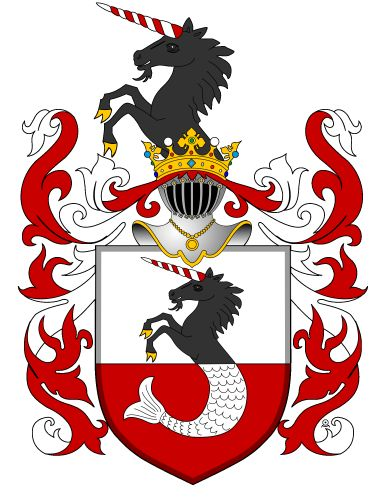
Herb von Nimptsch